# Masters of the Air
Masters of the Air ist eine US-amerikanische Miniserie über die Eighth Air Force (bzw. über deren Einheit 100th Bombardment Group) der US-Streitkräfte während des Zweiten Weltkriegs.
Die Miniserie umfasst neun Folgen, die über Apple TV+ ausgestrahlt wurden. Ursprünglich für das Jahr 2023 angekündigt, wurde die Serie im Jahr 2024 veröffentlicht.

## Produktion
Als Vorlage für die Fernsehproduktion dient das Sachbuch Masters of the Air: America’s Bomber Boys Who Fought The Air War Against Nazi Germany des Historikers Donald L. Miller.
Nach Band of Brothers (2001) und The Pacific (2010) wurde im Oktober 2012 erstmals über Planungen einer weiteren 2.-Weltkriegs-Fernsehserie von denselben Executive Producern (Tom Hanks und Steven Spielberg) berichtet. Wenige Monate später schrieb The Hollywood Reporter über Titel und Thema der Serie und dass der Sender HBO diese entwickeln werde. Im Oktober 2019 berichtete Deadline, dass sich die Produktionsfirmen von Spielberg (Amblin Television) und Hanks (Playtone) mit Apple TV+ über die Produktion einig geworden seien. Wenig später bestätigte auch HBO, dass es beschlossen habe, an dem Projekt nicht weiter beteiligt zu sein. Berichte über die Produktionskosten (200 Millionen über 250 Millionen bis 300 Millionen US-Dollar) widersprechen sich. An der Produktion waren mehr als 1500 Personen beteiligt. Davon bildeten mehr als 1200 Personen die Filmcrew und mehr als 300 Personen die Besetzung.
Zur Vorbereitung auf die Dreharbeiten nahmen Darsteller an einem zweiwöchigen militärischen Crashkurs (Bootcamp), das vom US-Army-Veteran Dale Dye geleitet wurde, teil. Dabei übten sie Salutieren, Marschieren, das Einsteigen in eine B-17 und mit einem Flugsimulator. Für die Dreharbeiten wurden außerdem zwei Replikate der B-17, ein Kriegsgefangenenlager und eine maßstabsgetreue Kopie des im Jahr 1956 stillgelegten Militärflughafens RAF Thorpe Abbotts gebaut. Außerhalb der B-17-Replikate, in denen die Schauspieler teilweise gefilmt wurden, wurden große LED-Wände aufgebaut, auf denen während der Drehs computeranimierte Szenerien abgespielt wurden.
Laut Meldungen aus dem Jahr 2021 begannen Dreharbeiten bei den Dalton Barracks (Militärgelände in Oxfordshire) und in Hemel Hempstead. Gedreht wurde außerdem auf dem ehemaligen Militärflugplatz RAF Bovingdon, beim Mapledurham House in Oxfordshire, in der englischen Stadt Abingdon-on-Thames, in Oxford, in den britischen Dörfern Bledlow und Bray und auf dem Gelände eines Eisenbahnmuseums in Didcot. Filmstudioaufnahmen entstanden in Aylesbury und Bovingdon. Die Dreharbeiten dauerten knapp ein Jahr.
Die Musik für die Serie komponierte Blake Neely. Leitende Kostümdesignerin bei der Serie war Colleen Atwood.

## Episodenliste
| Nr. | Deutscher Titel | Originaltitel | Erstveröffentlichung USA | Deutschsprachige Erstveröffentlichung (D) | Regie                     | Drehbuch    |
| --- | --------------- | ------------- | ------------------------ | ----------------------------------------- | ------------------------- | ----------- |
| 1 | Teil Eins       | Part One      | 26. Jan. 2024            | 26. Jan. 2024                             | Cary Joji Fukunaga        | John Orloff |
| Im Frühjahr 1943 werden die USAAF-Majors Gale Cleven und John C. Egan von der 100. Bombardment Group nach England entsandt, um sich den alliierten Kriegsanstrengungen gegen den NS-Staat anzuschließen. Im Juni wird die 100. bestehend aus drei Staffeln B-17 vom RAF-Stützpunkt Thorpe Abbotts zu einem Bombenangriff geschickt, um militärische Ziele in Bremen zu zerstören. Trotz des Einsatzes des Norden-Bombenzielgeräts können die Bombenschützen aufgrund der starken Wolkendecke die Ziele nicht bestätigen und die Mission wird abgebrochen. Die 100. Bombardment Group muss durch Acht-Achter-Flakfeuer fliegen und wird dann von Kampfpiloten der Luftwaffe angegriffen. Die gescheiterte Mission führt zum Verlust von drei Flugzeugen und dreißig Mann, während der Gruppenleiter, Colonel Harold Huglin, nach einem geplatzten Magengeschwür seines Kommandos enthoben wird. |                 |               |                          |                                           |                           |             |
| 2 | Teil Zwei       | Part Two      | 26. Jan. 2024            | 26. Jan. 2024                             | Cary Joji Fukunaga        | John Orloff |
| Als Major Marvin Bowman krankheitsbedingt außer Gefecht gesetzt wird, erhält Major Cleven die Aufgabe, die 100. Brigade bei ihrer zweiten Mission zu leiten: der Bombardierung deutscher U-Boot-Bunker in Norwegen. Leutnant Crosby meistert die Mission trotz Flugkrankheit erfolgreich. Die B-17 von Lt. Biddick ist beschädigt; Die anderen Flugzeuge reduzieren die Fluggeschwindigkeit, um bei Biddicks Flugzeug zu bleiben, die sicher in der Nähe der schottischen Küstenstadt Fraserburgh notlandet. Nach einem ausgelassenen Abend in der Kaserne wird die Besatzung Zeuge eines Luftangriffs auf Norwich (Siehe auch: Vergeltungsangriffe der deutschen Luftwaffe). |                 |               |                          |                                           |                           |             |
| 3 | Teil Drei       | Part Three    | 2. Feb. 2024             | 2. Feb. 2024                              | Cary Joji Fukunaga        | John Orloff |
| Im August 1943 absolviert die 100. ihren bisher größten Einsatz – der Operation Double Strike über Schweinfurt und Regensburg, bei der Flugzeug- und Kugellagerfabriken zerstört werden sollen, bevor die 100. nach Nordafrika weiterfliegen soll. Lt. Biddick und sein Copilot kommen beim Versuch einer Notlandung auf einer Waldlichtung ums Leben. Sergeant Quinn rettet sich mit dem Fallschirm, als seine B-17 zerstört wird; er landet in Belgien und trifft dort auf Mitglieder der Résistance. Major Egan und Cleven landen mit dem Rest der 100. auf dem Flugplatz Telergma in Nordafrika. |                 |               |                          |                                           |                           |             |
| 4 | Teil Vier       | Part Four     | 9. Feb. 2024             | 9. Feb. 2024                              | Cary Joji Fukunaga        | John Orloff |
| Sergeant Quinn wird vom belgischen Widerstand für das weitere Vorgehen geführt und soll über das Fluchtnetzwerk Komet wieder seinen Stützpunkt erreichen. In einem belgischen Café trifft er auf zwei Kameraden – darunter der vermeintliche US-Amerikaner Bob, der vom Widerstand getötet wird, nachdem er das deutsche Datumsformat (Tag Monat Jahr) geschrieben hat und damit als deutscher Infiltrator enttarnt wurde. Quinn und die anderen kommen auf dem Weg nach Spanien mit dem Zug im deutsch besetzten Paris an. Zurück im Vereinigten Königreich amüsiert sich Major Egan mit einer Polin in London. Die 100. erleidet im Oktober 1943 bei einem erneuten Einsatz über Bremen starke Verluste, von 24 Maschinen sind nur 13 zurückgekehrt. Major Cleven ist unter denjenigen, die von dem Flug nicht zurückkommen. Als Major Egan davon erfährt, kehrt er vorzeitig zum Dienst zurück. |                 |               |                          |                                           |                           |             |
| 5 | Teil Fünf       | Part Five     | 16. Feb. 2024            | 16. Feb. 2024                             | Anna Boden und Ryan Fleck | John Orloff |
| Lt. Crosby ersetzt Lt. Payne als leitenden Navigator und wird zum Captain befördert. Bei einem Einsatz über Münster im Oktober 1943, in der der östlich am Stadtzentrum liegende Rangierbahnhof Münster Ziel des Einsatzes ist, verliert die 100. von 17 eingesetzten Bombern alle bis auf einen. Die von Robert Rosenthal gesteuerte Maschine kehrt stark beschädigt und mit Verwundeten zurück. Insgesamt verzeichnet die 100. bei dem Einsatz den Verlust von 120 Mann. Major Egan ist darunter. Er wurde jedoch nicht im Kampf getötet, sondern landete per Fallschirm in Westfalen. |                 |               |                          |                                           |                           |             |
| 6 | Teil Sechs      | Part Six      | 23. Feb. 2024            | 23. Feb. 2024                             | Anna Boden und Ryan Fleck | John Orloff |
| Major Egan gerät in Westfalen in Kriegsgefangenschaft und wird dabei in Rüsselsheim am Main beinahe von einem Mob getötet (→ Fliegermorde). Er kommt zum Verhör in das Dulag Luft, bevor er ins Stalag Luft III weitergeleitet wird. Dort trifft er auf weitere Kameraden der 100., darunter seinen Freund Major Cleven. Robert Rosenthal und seine Crew werden zur Erholung auf ein Landgut geschickt, womit Rosenthal wenig anfangen kann. Major Crosby ist zur Weiterbildung an der Oxford University, wo er auf die britische Offizierin Westgate trifft, in die er sich zu verlieben beginnt, doch wird diese nach London abkommandiert. |                 |               |                          |                                           |                           |             |
| 7 | Teil Sieben     | Part Seven    | 1. März 2024             | 1. März 2024                              | Dee Rees                  | John Orloff |
| Die 100. verliert am 6. März 1944 bei Luftangriffen auf Berlin 50 % ihrer Bomber und Piloten: 15 Bomber bzw. 150 Mann. Während die Luftstreitkräfte der Alliierten ihre Verluste kompensieren können, gelingt dies der Wehrmacht bzw. der Luftwaffe zunehmend nicht mehr. Die Verluste auf Seiten der 100. bleiben bei dem nächsten Angriff auf Berlin und auf Erkner, wo sich eine Zweigstelle der Vereinigte Kugellagerfabriken AG befindet, gering (auch weil sie von P51 Mustang-Staffeln begleitet werden). Obwohl Pilot Rosenthal 25 Einsätze geflogen ist und sich daher in die USA zurückversetzen lassen könnte, entscheidet er sich anders. Captain Crosby beginnt eine Affäre mit der britischen Offizierin Wesgate. Sergeant Quinn kehrt zum Stützpunkt zurück und wird aufgrund seiner Kenntnis der Fluchtnetzwerke von weiteren Einsätzen freigestellt. Im Stalag Luft III bauen die Kriegsgefangenen um Major Cleven einen Detektorempfänger und können so über die BBC-Nachrichten das Kriegsgeschehen verfolgen. Eine Gruppe von Kriegsgefangenen versucht im März 1944 aus dem Stalag Luft III auszubrechen – einige können entkommen, aber viele werden nach der Gefangennahme ermordet. Den inhaftierten Offizieren wird gedroht, dass das Lager der SS und der Gestapo überstellt wird. Ab sofort werden alle jüdischen Kriegsgefangenen erfasst. |                 |               |                          |                                           |                           |             |
| 8 | Teil Acht       | Part Eight    | 8. März 2024             | 8. März 2024                              | Dee Rees                  | John Orloff |
| Juni 1944; Major Crosby ist für die Missionsplanung von 200 Einsätzen, in denen Bomberstaffeln erst Stellungen der Wehrmacht in der Normandie angreifen und anschließend Verkehrs- und Telekommunikationsinfrastruktur im Hinterland zerstören sollen, zuständig. Die Arbeit daran kostet ihn mehrere schlaflose Nächte sowie die darauf folgenden drei Tage, in denen er die Landung der Alliierten in der Normandie (D-Day) verschläft. Diese erfolgte für die Luftstreitkräfte der Alliierten praktisch ohne Gegenwehr der Luftwaffe. Flieger der 99th Fighter Squadron der Tuskegee Airmen geraten im Rahmen der im August und September 1944 stattfindenden Operation Dragoon, bei der sie Stellungen der Wehrmacht an der Côte d’Azur bei Toulouse bekämpfen sollen, in Kriegsgefangenschaft und werden in das Stalag Luft III verlegt. Dort treffen sie auf Mitglieder der 100., die sich mitsamt anderer Kriegsgefangener auf einen etwaigen Ausbruch aus dem Lager, das seit dem D-Day von der SS kommandiert wird, vorbereiten – die Rote Armee ist in unmittelbarer Nähe. |                 |               |                          |                                           |                           |             |
| 9 | Teil Neun       | Part Nine     | 15. März 2024            | 15. März 2024                             | Tim Van Patten            | John Orloff |
| Bei einem Angriff der 100. auf Berlin am 3. Februar 1945 wird das Flugzeug von Rosenthal abgeschossen. Rosenthal springt östlich von Berlin ab und kann sich Angehörigen der Roten Armee als Amerikaner zu erkennen geben. Vor dem Hintergrund der nahenden Alliierten räumen die Deutschen das Stalag Luft III. Die Kriegsgefangenen, darunter Major Cleven und Major Egan marschieren nach Muskau, von dort werden sie per Zug nach Nürnberg, in das in Langwasser befindliche Stalag XIII gebracht. Wenig später marschieren sie von dort nach Berching. Dort angekommen, wollen Cleven und Egan fliehen, jedoch gelingt nur Cleven die Flucht ins Ländliche. Cleven überlebt einen Angriff von Kindern des Volkssturms, ehe er im Frankenland auf Einheiten der US Army trifft. Major Egan kommt mit den Kriegsgefangenen in das Stalag VII bei Moosburg. Dort überlebt er die Kampfhandlungen, die zur Befreiung jenes Lagers führen. Major Rosenthal sieht bei Posen das Grauen des Holocaust – das von deutschen Truppen verlassene Ausweichlager in Żabikowo des bereits im Jahr 1944 aufgelösten Fort VII, wo er die Leichen der Gefangenen sowie Spuren der früheren jüdischen Häftlinge sieht. Rosenthal kehrt nach Großbritannien zum Stützpunkt zurück. Wieder bei der 100., fliegen Major Rosenthal und Major Cleven gemeinsam am 1. Mai 1945 im Rahmen der Operationen Manna und Chowhound einen Einsatz, um die vom Hongerwinter gebeutelte niederländische Bevölkerung mit Lebensmitteln zu versorgen. Nach der bedingungslosen Kapitulation der Wehrmacht verlegt die 100. zurück in die Vereinigten Staaten. |                 |               |                          |                                           |                           |             |

## Rezensionen
Matthias Kalle schrieb in Die Zeit, dass Masters of the Air zwar ein „makelloses Produkt“ ist, bei dem „wirklich alles stimmt: Ensemble, Drehbücher […] und Inszenierung“, die Serienshow aber anders als Band of Brothers keine „bleibende Eindrücke“ bzw. Gefühle beim Zuschauer hinterlässt.